# Vertigo genesii
Vertigo (Vertigo) genesii is een op het land levende kleine longslak uit de familie van de Vertiginidae.

## Naam
De soortnaam werd in 1856 ingevoerd door Vinzenz Maria Gredler als Pupa genesii. Door andere inzichten in de taxonomie is de soort later in het geslacht Vertigo geplaatst. Als gevolg van deze naamswijziging worden auteursnaam en datum nu tussen haakjes geplaatst. De naam genesii heeft mogelijk betrekking op de pleistocene ouderdom van de laag waaruit de soort beschreven werd. Genesis (Latijn) = oorsprong. Het Pleistoceen werd indertijd nog als Diluvium, het tijdperk van de zondvloed benoemd.

## Meer afbeeldingen

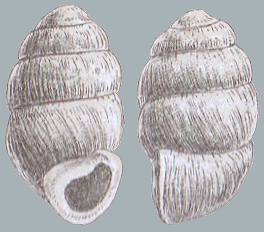
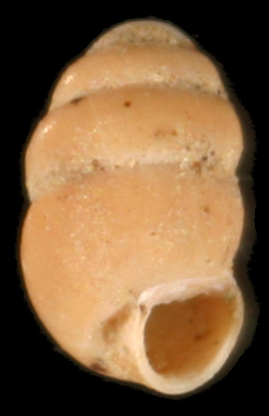

## Verwijzingen